# Cheilophyllum jamaicense
Cheilophyllum jamaicense är en flenörtsväxtart som beskrevs av Francis Whittier Pennell. Cheilophyllum jamaicense ingår i släktet Cheilophyllum och familjen flenörtsväxter. Inga underarter finns listade i Catalogue of Life.